# 刘熙载
劉熙載（1813年2月25日—1881年），字伯簡，號融齋，江蘇興化人，晚清經學家、批評家。

## 生平
劉熙載生於嘉慶十八年正月癸巳（1813年2月25日）。十岁丧父，數年後又喪母，篤行力學。道光十九年（1839年），赴南京乡试中举。道光二十四年（1844年）春，赴北京参加会试，中進士，選為翰林院庶吉士，散館授翰林院編修。
咸豐三年（1853年）奉命值上書房，為皇室子弟講學，帝書“性静情逸”賜之。咸丰六年，年终考绩，二乐察，名列一等，记名以道府用。咸豐十年（1860年），英法联军入北京，“官吏多迁避，熙载独留。”胡林翼稱他“贞介绝俗”。隔年赴武昌任江汉书院主讲。
同治三年（1864年），补国子监司业，同年秋，补左春坊左中允，出督广东学政，作《惩忿》、《窒欲》、《迁善》、《改过》四箴，“进诸生而训之，如家人父子”。同治六年（1867年）应敏斋聘请，講學於上海龍門書院，至光绪六年（1880年），前後十四年，“每五日必一问其所读何书，所学何事，讲去其非而趋于是。丙夜，或周视斋舍，察诸生在否。”，时人誉之为“以正学教弟子，有胡安定风。”
光绪六年（1880年）夏，因疾返归故里。晚年自稱“于古人志趣，尤契陶渊明。其为学与教人，以迁善改过为归，而不斤斤为先儒争门户。”光绪七年二月乙未（1881年3月2日），卒於古桐书屋。《清史稿》有傳。

## 評價
《清史稿·儒林传》评说：“平居尝以‘志士不忘在沟壑’、‘遁世不见知而不愠’二语自励。自少至老，未尝作一妄语。表里浑然，夷险一节。”

## 成就
熙載一生以治經學為主，詩、賦、詞曲、書法、聲韻、算術無不通曉。著有《藝概》、《昨非集》、《四音定切》、《說文雙聲》、《古桐書屋六種》、《古桐書屋續刻三種》。其中文學理論著作《藝概》，是近代一部重要的文學批評論著。

## 其他
新文化运动主帅胡适的父亲胡传为其弟子，胡传从1868年到1871年曾在上海龙门书院学习，师从刘熙载。
在2019年香港中學文憑考試中國語文科的閱讀能力考試中，其作品《海鷗》被選用為文言部份的文章。

## 延伸阅读
[在维基数据编辑]
 《清史稿·卷480》，出自趙爾巽《清史稿》
 在维基共享资源阅览影像